# バンダイナムコアミューズメントラボ
株式会社バンダイナムコアミューズメントラボ（英: Bandai Namco Amusement Lab Inc.）は、VR機器やアーケードゲームの研究・企画・開発を行う日本の企業。株式会社バンダイナムコアミューズメントの子会社。

## 概要
これまでバンダイナムコアミューズメント（旧：ナムコ、バンダイナムコエンターテインメント製品も含む）のアーケードゲームの研究・企画・開発は、2012年から株式会社バンダイナムコスタジオが手がけてきた。
バンダイナムコホールディングスは2018年7月20日に、「リアルな場を活用し、バンダイナムコならではの施設やサービス、機器などのコンテンツの提供を行うリアルエンターテインメント事業強化の一環」で、VR機器やアーケードゲームの研究・企画・開発を行う新会社として、同年10月1日付で株式会社バンダイナムコアミューズメントラボをバンダイナムコスタジオから新設分割の形で設立することを発表した。
バンダイナムコアミューズメントラボは2018年10月1日付で、バンダイナムコスタジオから、VR機器やアーケードゲームの研究・企画・開発部門を新設分割により譲受した。本社はバンダイナムコスタジオと同じく東京都江東区に置かれる。
バンダイナムコアミューズメントラボは、VR機器やアーケードゲームの研究・企画・開発部門の移管を受けたことで、リアルエンターテインメント施設のコンテンツに特化し、スピードと品質を両立する研究開発体制の再構築を図る。

## 沿革
- 2018年10月1日 - 設立。同時にバンダイナムコスタジオからVR機器やアーケードゲームの研究・企画・開発部門を移管。